# 창원 박씨
창원 박씨(昌原朴氏)는 한국의 성씨이다.

## 역사

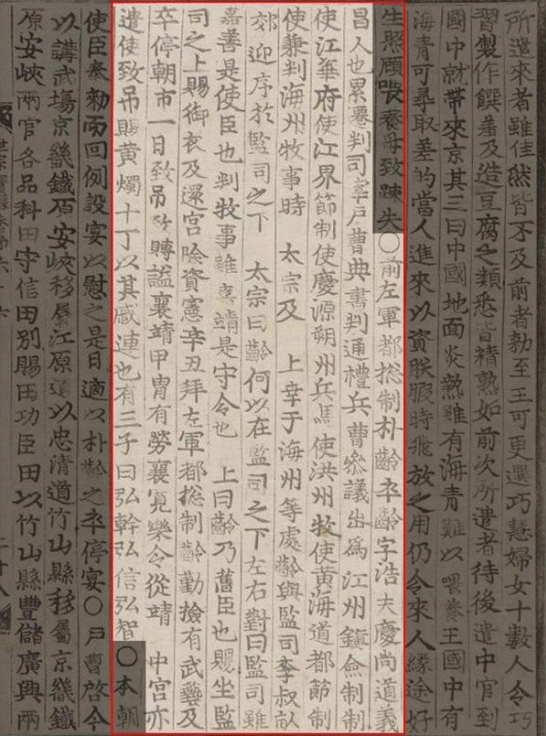
양정공 박령의 졸기가 기록된 세종실록 66권 세종16년(1434년) 12월24일

창원박씨(昌原朴氏) 관향조(貫鄕祖)는 신라(新羅) 경명왕(景明王)의 첫째 아들이던 밀성대군(密城大君) 박언침(朴彦沈)의 12세손인'박유화(朴有華)의 증손자'박령'(朴齡, ?~ 1434년)을 파조로 하는 밀양(밀성)박씨 12중조 중의 한 명으로 조선 개국 초 여러 관직을 거쳐, 판사재(判司宰)·호조전서(戶曹典書)·판통례(判通禮)·병조참의(兵曹參議) 등을 역임하였다,
외직으로는 1398년(태조7) 강주진첨절제사 겸 강화부사(江州鎭僉節制使兼江華府使)가 된 뒤 강계절제사, 경원삭주병마사, 홍주목사 등을 거쳐 1419년(세종) 황해도도절제사 겸 판해주목사가 되었다.
이 때 태종과 함께 세종이 해주 등 여러 곳을 순행하자 관찰사 이숙무(李叔畝)와 같이 맞이하였는데, 세종은 비록 도백과 수령의 차서(次序)가 있으나 박령이 구신(舊臣)임을 들어 관찰사 보다 상좌에 앉도록 명하고, 어의(御衣)를 하사 하는 한편 환궁 뒤 자헌대부(資憲大夫)로 승품시켰다.
1421년 좌군도총재(左軍都摠制)에 오르고 그 해 사은사(謝恩使)로 명나라에 다녀왔다.
근검하고 무예에도 능통하였다. 박령이 죽자 하룻동안 국무를 중단하고 조의를 표하였으며 중궁(中宮)도 사람을 보내어 조문하고 황촉(黃燭) 10정(丁)이 하사되었다. 시호는 양정(襄靖)이다. 2015년 통계청 인구통계조사로 8,382명(박씨 인구 순위 19위)이 남한에 살고 있는 것으로 나타났다. 

양정공 박령의 졸기가 기록된 세종실록 66권 세종16년(1434년) 12월24일의 기록에 따르면

### 전 좌군 도총제 박령(朴齡.? ~1434)의 졸기
전 좌군도총제 박령의 자(字)는 호부(浩夫)이며 경상도 의창(창원의 옛 지명) 사람이다.
여러번 판사재(判司宰), 호조전서(戶曹典書), 판통례(判通禮), 병조참의로 옮기고, 나가서는 강주진 첨절제사, 강화부사, 강계절제사, 경원과 삭주병마사, 홍주목사, 황해도 도절제사 겸 판 해주목사가 되었다.
그 때에 태종과 세종께서 해주 등에 거동하였는데, 박령이 감사 이숙묘와 더불어 들에서 영접 하였는데, 서열이 감사 밑에 있었다.
태종이 말하기를 "령은 어째서 감사 밑에 있는가?" 하니, 좌우에서 대답 하기를 "감사는 비록 가선대부이나 사신이고, 판목사는 비록 가정대부이나 수령입니다." 하므로, 임금이 말하기를 "령은 구신(舊臣)이다." 하고, 감사의 위에 앉히고 임금이 입는 옷을 주고, 환궁한 뒤에 자헌대부를 제수하고, 신축년에 좌군 도총제를 제수 하였다.
령이 부지런하고 검소하며 무예가 있었다. 죽으매 조회와 시장 여는 것을 하루 동안 정지하고, 조의를 표하고 부의를 보내었다.
시호를 양정(襄靖)이라 하였는데, 무예로 공로가 있는 것을 양(襄)이라 하고, 너그럽게 즐거워서 아름답게 쫓는 것을 정(靖)이라 한다.
왕비도 또한 사신을 보내어 조문하고 황촉 열 자루를 내려 주었으니, 친척인 때문이다. 세 아들이 있으니 박홍간, 박홍신, 박홍지이다.

조선 개국 초 여러 관직을 거쳐, 판사재(判司宰)·호조전서(戶曹典書)·판통례(判通禮)·병조참의(兵曹參議) 등을 역임하였다,
외직으로는 1398년(태조7) 강주진첨절제사 겸 강화부사(江州鎭僉節制使兼江華府使)가 된 뒤 강계절제사, 경원삭주병마사, 홍주목사 등을 거쳐 1419년(세종) 황해도도절제사 겸 판해주목사가 되었다.
이 때 태종과 함께 세종이 해주 등 여러 곳을 순행하자 관찰사 이숙무(李叔畝)와 같이 맞이하였는데, 세종은 비록 도백과 수령의 차서(次序)가 있으나 박령이 구신(舊臣)임을 들어 관찰사 보다 상좌에 앉도록 명하고, 어의(御衣)를 하사 하는 한편 환궁 뒤 자헌대부(資憲大夫)로 승품시켰다.
1421년 좌군도총재(左軍都摠制)에 오르고 그 해 사은사(謝恩使)로 명나라에 다녀왔다.
근검하고 무예에도 능통하였다. 박령이 죽자 하룻동안 국무를 중단하고 조의를 표하였으며 중궁(中宮)도 사람을 보내어 조문하고 황촉(黃燭) 10정(丁)이 하사되었다. 시호는 양정(襄靖)이다. 2015년 통계청 인구통계조사로 8,382명(박씨 인구 순위 19위)이 남한에 살고 있는 것으로 나타났다. 

양정공 박령의 졸기가 기록된 세종실록 66권 세종16년(1434년) 12월24일의 기록에 따르면
전 좌군도총제 박령의 자(字)는 호부(浩夫)이며 경상도 의창(창원의 옛 지명) 사람이다.
여러번 판사재(判司宰), 호조전서(戶曹典書), 판통례(判通禮), 병조참의로 옮기고, 나가서는 강주진 첨절제사, 강화부사, 강계절제사, 경원과 삭주병마사, 홍주목사, 황해도 도절제사 겸 판 해주목사가 되었다.
그 때에 태종과 세종께서 해주 등에 거동하였는데, 박령이 감사 이숙묘와 더불어 들에서 영접 하였는데, 서열이 감사 밑에 있었다.
태종이 말하기를 "령은 어째서 감사 밑에 있는가?" 하니, 좌우에서 대답 하기를 "감사는 비록 가선대부이나 사신이고, 판목사는 비록 가정대부이나 수령입니다." 하므로, 임금이 말하기를 "령은 구신(舊臣)이다." 하고, 감사의 위에 앉히고 임금이 입는 옷을 주고, 환궁한 뒤에 자헌대부를 제수하고, 신축년에 좌군 도총제를 제수 하였다.
령이 부지런하고 검소하며 무예가 있었다. 죽으매 조회와 시장 여는 것을 하루 동안 정지하고, 조의를 표하고 부의를 보내었다.
시호를 양정(襄靖)이라 하였는데, 무예로 공로가 있는 것을 양(襄)이라 하고, 너그럽게 즐거워서 아름답게 쫓는 것을 정(靖)이라 한다.
왕비도 또한 사신을 보내어 조문하고 황촉 열 자루를 내려 주었으니, 친척인 때문이다. 세 아들이 있으니 박홍간, 박홍신, 박홍지이다.